# 最黑暗的時刻
是一部於2017年上映的英國戰爭電影，由喬·萊特執導，安東尼·麥卡騰編劇。主演蓋瑞·歐德曼飾演溫斯頓·邱吉爾，而其他演員還包含班·曼德森、克莉絲汀·史考特·湯瑪斯、莉莉·詹姆士、史蒂芬·迪蘭與羅蘭·匹克等人。該片主要講述英國首相溫斯頓·邱吉爾的事蹟。
該片的發展始於2015年2月5日，當時Working Title Films買下了由安東尼·麥卡騰撰寫、描寫第二次世界大戰早期的溫斯頓·邱吉爾的待售劇本《最黑暗的時刻》。主體拍攝於2016年10月下旬開始，並於2017年1月殺青。
《最黑暗的時刻》於2017年11月29日在英國發行，而美國則提早在11月22日上映。此外，該片的首映禮在2017年多倫多國際影展上舉行。該片在上映後收穫普遍影評人的積極評價，主演歐德曼的演出尤其廣受讚譽，並以該片獲得第90屆奧斯卡金像獎最佳男主角獎。

## 劇情大綱
1940年5月，第二次世界大戰期間，納粹德國三百萬雄師對歐洲諸國虎視眈眈。面對猛攻，英國首相內維爾·張伯倫的態度過於軟弱，議會反對黨工黨要求他下台。張伯倫告訴保守黨的同僚，表示希望哈利法克斯子爵繼任，但哈利法克斯當時並不認同。張伯倫決定選擇第一海軍大臣溫斯頓·邱吉爾繼任，因為他在戰前準確預測阿道夫·希特勒的危險性，是唯一被工黨接受的人選。
次日清早，德軍入侵低地國。邱吉爾的新任秘書伊麗莎白·萊頓聽錯了指令，在她被轟出去後，邱吉爾受到妻子克萊門汀的責備。由於愛德華八世退位時，邱吉爾反對退位，因此國王喬治六世繼任後非常不信任邱吉爾，只得不情願地請他組織內閣。由於諸多事蹟，邱吉爾在議會中的風評不佳，包括他在海軍部的戰績、在第一次世界大戰加里波利之戰中的慘烈戰績、他對英屬印度和俄國內戰的觀點以及他過去叛黨加入自由黨。
邱吉爾入主唐寧街10號後，在首次演講承諾會奉獻自己的鮮血、辛勞、眼淚和汗水，並會不惜代價追求勝利。不過議會反應冷淡，張伯倫和哈利法克斯對邱吉爾拒絕進行和平談判大感震驚，便計畫辭去政府職務進而促使不信任動議，而若計畫順利，哈利法克斯將可能成為下任首相。
邱吉爾拜訪法國總理保羅·雷諾，雷諾認為邱吉爾仍沉浸在盟軍並未在法國戰役中落敗的妄想中，而邱吉爾對法軍毫無反擊計畫這點感到憤怒。儘管美國總統羅斯福對邱吉爾的困境表示同情，但因為美國不干預主義和中立法限制而不能出手。邱吉爾在廣播演講中錯誤地暗示盟軍將在法國推進，他的內閣和顧問因而不滿，國王也出聲譴責，張伯倫和哈利法克斯繼續推動計畫，讓義大利眾議院議員朱塞佩·巴斯蒂亞尼在英德之間斡旋。
英國遠征軍受困於加來和敦克爾克，另一方面英軍也需面對德軍的海獅作戰。邱吉爾不顧反對，下令尼科爾森率領位於加來第30步兵旅前去調虎離山，乘機讓敦克爾克的兵力撤退。萊頓告訴邱吉爾，自己的胞兄在撤退期間戰死。
法軍的潰敗導致內閣支持與德國談判，在巨大壓力下，邱吉爾同意考慮透過談判促成和平，但當他試圖口述一封要求談判的信時，卻如鯁在喉、吞吞吐吐。喬治六世出乎意料地拜訪邱吉爾，並表達對戰爭的支持。邱吉爾提出的發電機行動順利施行，不過邱吉爾仍感到不安，他搭上自己有生以來不曾搭過的倫敦地鐵，探詢百姓意見，而百姓們都想繼續對抗希特勒。邱吉爾發表演說，爭取外閣和其他議員的支持。
當邱吉爾準備向下議院發表演說時，哈利法克斯要求張伯倫繼續執行計畫，但張伯倫決定先聽演說。在演講將結束時，邱吉爾高呼「我們將在沙灘上戰鬥」，表達奮戰決心，獲得反對黨強烈支持，而他身後的保守黨議員毫無動靜，直到張伯倫打出暗號，指示大家支持首相。最後邱吉爾在歡呼聲和灑得漫天飛舞的議事文件中，走出會議廳。

## 角色
- 蓋瑞·歐德曼 飾演 溫斯頓·邱吉爾，英國首相。
- 班·曼德森 飾演 喬治六世，時任英國國王。
- 克莉絲汀·史考特·湯瑪斯 飾演 克萊門汀·邱吉爾，邱吉爾的妻子[4]。
- 莉莉·詹姆士 飾演 伊麗莎白·奈爾（英语：Elizabeth Nel）（原姓雷頓），邱吉爾的秘書。
- 史蒂芬·迪蘭 飾演 E·F·L·伍德，外交大臣。
- 羅蘭·匹克（英语：Ronald Pickup） 飾演 內維爾·張伯倫，前任英國首相。
- 大衛·史崔森 飾演 美国小罗斯福总统（聲音）。

## 製作

### 發展
2015年2月5日，據報導，Working Title Films買下了由《愛的萬物論》編劇安東尼·麥卡騰撰寫的待售劇本《最黑暗的時刻》，該劇本描寫了第二次世界大戰早期的溫斯頓·邱吉爾。據2016年3月19日的報導，喬·萊特有意出任導演，並正在與片商討論。4月14日，蓋瑞·歐德曼正為在片中飾演邱吉爾一事與片商進行談判。9月6日，班·曼德森（飾演喬治六世）與克莉絲汀·史考特·湯瑪斯（飾演克萊門汀·邱吉爾）加盟了劇組。11月，據報，達利歐·馬利安內利將為該片譜曲。11月8日，史蒂芬·迪蘭簽約參演電影。
演員約翰·赫特曾簽約出演，詮釋前任英國首相內維爾·張伯倫。然而，歐德曼對外宣布，赫特因胰臟癌而接受治療，無法出演。他於2017年1月逝世。羅蘭·匹克取代赫特飾演張伯倫。

### 拍攝
主體拍攝於2016年10月下旬開始。該片主要在約克郡和曼徹斯特取景，其製片總部位在伊靈工作室。布魯諾·戴波內爾出任該片的攝影師，而服裝及美術設計師則分別由賈桂琳·杜倫與莎拉·格林伍德擔任。為了飾演邱吉爾，歐德曼在拍攝過程中一共花了200個小時來化妝。伊娃·普莫瑞克出任該片的化妝師，而和弘辻則負責為該片設計假肢。《最黑暗的時刻》於2017年1月殺青。瓦萊利歐·波納利負責剪輯該片。

## 上映
《最黑暗的時刻》計劃於2017年11月29日在英國上映，而美國則提早在11月22日上映。該片原定於2017年11月24日在美國上映。電影的首映禮將在2017年多倫多國際影展上舉行。首支預告片於2017年7月13日發布。在看完預告片後，《衛報》的彼得·布萊德肖稱其是「對溫斯頓的一次全新的改編，感人肺腑且獨樹一格」。

## 反響

### 評價
該片收穫了普遍影評人的積極評價。爛蕃茄上收集的138篇專業影評文章中，有117篇給出了「新鮮」的正面評價，「新鮮度」為85%，平均得分7.4分（滿分10分），該網站對電影的共識性評價寫道「《最黑暗的時刻》由蓋瑞·歐德曼的精彩演出凝聚而成，儘管其劇情做不到，歐德曼仍成功演活了溫斯頓·邱吉爾」，而基於另一影評網站Metacritic上的50篇評論文章，其中44篇予以好評，2篇差評，4篇褒貶不一，平均分為75（滿分100），綜合結果為「普遍良好的評價」。部分影評人認為，歐德曼在片中的表現足以拿下奧斯卡金像獎最佳男主角獎。

## 外部連結
- 互联网电影数据库（IMDb）上《最黑暗的時刻》的资料（英文）
- 爛番茄上《最黑暗的時刻》的資料（英文）
- Box Office Mojo上《最黑暗的時刻》的資料（英文）
- AllMovie上《最黑暗的時刻》的资料（英文）
- Metacritic上《最黑暗的時刻》的資料（英文）
- 開眼電影網上《最黑暗的時刻》的資料（繁體中文）
- 豆瓣电影上《最黑暗的時刻》的資料 （简体中文）
- 时光网上《最黑暗的時刻》的資料（简体中文）